# 皮克西
皮克西（Pixie）是英國民間傳說中的神話生物。在現代他們通常被描繪成有尖耳朵的小小人型生物，並且經常穿著綠色的衣服和尖頭的帽子。
皮克西被認為棲息在古老的地下祖先遺址中，如石圈，土墳，石墓，環堡或石碑。在地方傳說中，皮克西通常是善良、淘氣、身材矮小、孩子氣，他們喜歡跳舞，並聚集在戶外跳舞，有時甚至在夜間摔跤，這與起源於中世紀時期的康瓦爾和布列塔尼民間慶祝活動相似。
傳統故事描述他們穿著骯髒的破布束，他們很樂意丟棄這些破布作為新衣服的禮物。皮克西傳說特別集中在德文郡和康瓦爾郡周圍的高地，這表明這種信仰和名稱與凱爾特人有關。